# Selkäsaaret (ö i Finland, Birkaland, Nordvästra Birkaland, lat 61,98, long 23,03)
Selkäsaaret är en ö i Finland. Den ligger i sjön Parkanonjärvi och i kommunen Parkano i den ekonomiska regionen  Nordvästra Birkalands ekonomiska region  och landskapet Birkaland, i den sydvästra delen av landet, 220 km nordväst om huvudstaden Helsingfors. Öns area är 0,4 hektar och dess största längd är 80 meter i öst-västlig riktning.  Notera att namnet antyder att det är fråga om flera öar.